# بريت ستوري
بريت ستوري (بالإنجليزية: Brett Storey)‏ هو لاعب كرة قدم بريطاني، ولد في 7 يوليو 1977 في شفيلد في المملكة المتحدة. لعب مع شيفيلد يونايتد ولينكولن سيتي أف سي.

## وصلات خارجية
- بريت ستوري على موقع Soccerbase.com (لاعب) (الإنجليزية)
- بريت ستوري على موقع Soccerway.com (الإنجليزية)